# راه‌های دریایی

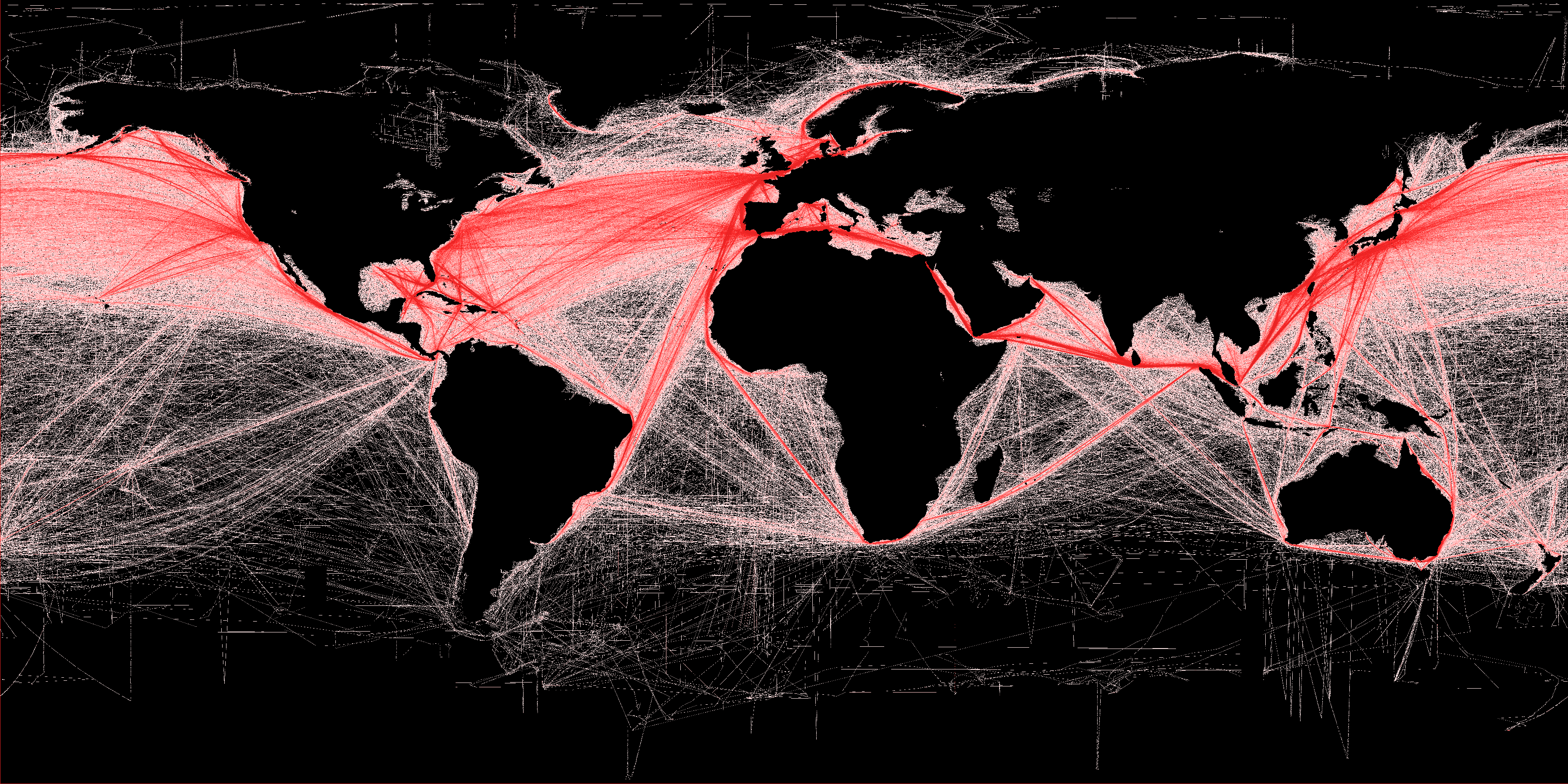
راه‌های دریایی

راه‌های دریایی (به انگلیسی: Sea lane)، مسیرهای بزرگ بر روی اقیانوسها و دریاها می‌باشند که کانالهای کشتیرانی دریایی هستند. یکی از پر رفت‌وآمدترین خطوط مواصلاتی، مسیر مورد استفاده نفت‌کشهای حاوی نفت خام، از طریق کانال سوئز یا دماغه کاپ، میان خاورمیانه و اروپای غربی است.